# Ледоховский, Стефан
Стефан Ледоховский (пол. Stefan Ledóchowski; ок. 1625—1676) — государственный и военный деятель, чиновник, дипломат Речи Посполитой.

## Биография
Представитель польского шляхетского рода Ледоховских герба «Шалава». Младший сын Самуила Ледоховского (? — 1644), писаря земского кременецкого, и Эльжбеты Станишевской. Родился в Луцке или Кременце около 1625 года. Получил сначала домашнее образование. В 1638 году вместе с братом Мартином поступил в Краковский университет. После смерти отца в 1644 году унаследовал часть имения Ледухов и Краснополье. Потом служил в войсках магнатов Конецпольских. Участвовал в битве под Корсунем 1648 года, где коронные войска потерпели поражение от восставших запорожских казаков во главе с Богданом Хмельницким. Здесь попал в плен к татарам. Лишь в 1650 году он был выкуплен из татарского плена. В 1656 году женился на представительнице рода Щедзинских.
В 1658 году король Речи Посполитой Ян II Казимир назначил его подкоморием кременецким. Одновременно принимал участие в военных походах против шведов, татар и казаков. В 1661 году избирается послом на вальный сейм от Кременецкого повята. Здесь получает должность одного из комиссаров, которые контролировали военные расходы.
В 1661 году вместе с Циприаном Бжостовским ему было поручено вести переговоры с представителями Московского царства по установлению мира. В 1663 году Стефан Ледоховский возглавлял польскую делегацию на переговорах с московскими посланцами во Львове. Был одним из ведущих участников заключения Андрусовского перемирия в 1667 году. В 1670 году он исполнял дипломатическое поручение в Москве, где вел переговоры о заключении союза против Османской империи. В то же время сумел накопить значительные состояния.
Стефан Ледоховский отличился в битве под Белым Камнем в 1672 году во время войны Речи Посполитой с Османской империей. В благодарность за это был назначен королем Польши Михаилом Вишневецким каштеляном брацлавским. В 1674 году поддержал избрание новым королем Речи Посполитой известного полководца Яна Собеского. В марте того же года становится каштеляном волынским. Имел хорошие отношения с королем Яном III Собеским. Становится ведущим советником короля в вопросах Украины. Находился на посту волынского каштеляна до самой смерти в 1676 году.

## Семья
Жена — Анна Сшедзинская
Дети:
- Фелициан (? — 1683), полковник
- Казимир (? — 1683), ротмистр
- Станислав (ок. 1666—1725), маршалок Коронного трибунала
- Францишек (? — 1704), подкоморий кременецкий.